# Философия в будуаре
«Философия в будуаре» (фр. La philosophie dans le boudoir), также часто неверно переводимое как «Философия в спальне», — пьеса маркиза де Сада 1795 года. Действие происходит в будуаре, где герои пьесы утверждают, что единственной системой морали, подкрепляющей недавнюю политическую революцию, является либертинизм, и что если народ Франции не примет либертенскую философию, Франции суждено будет вернуться к монархии.
В главе «Пятый диалог» есть длинный раздел, в котором герой по имени Шевалье читает философский памфлет под названием «Французы, ещё одно усилие, если вы желаете стать республиканцами». Это отражает философию де Сада в отношении религии и морали, которую, как надеется де Сад, французы примут и закрепят в законах своего нового республиканского правительства. В тексте де Сад утверждает, что человеку следует принять атеизм, отвергнуть убеждения общества относительно удовольствия и боли, а также утверждает, что если преступление совершено в погоне за удовольствием, за него нельзя осуждать.

## Персонажи
- Эжени, 15-летняя девочка, в начале пьесы является девственницей, наивной во всём, что касается секса. Мать Эжени воспитывала её скромной, приличной и послушной.
- Мадам де Сент-Анж, 26-летняя женщина-либертен, владелица дома и спальни, в которой происходит действие пьесы. Она приглашает Эжени на двухдневный курс по либертинизму.
- Ле Шевалье де Мирваль, 20-летний брат мадам де Сент-Анж. Он помогает своей сестре и Дольмансе в деле «воспитания» Эжени.
- Дольмансе — 36-летний атеист и бисексуал (имеющий больше влечения в сторону мужчин), друг Ле Шевалье. Главный учитель и «воспитатель» Эжени.
- Мадам де Мистиваль, мать Эжени, праведная и провинциальная.
- Огюстен, восемнадцати- или двадцатилетний садовник мадам де Сент-Анж. Вызван для участия в сексуальных действиях в пятом диалоге.

## Сюжет
Во введении маркиз де Сад призывает своих читателей насладиться описанным в пьесе вживую. Он говорит, что произведение посвящено «страстям всех возрастов и полов» и призывает читателей подражать героям. «Похотливые женщины — пишет он, — пусть послужит вам образцом для подражания сладострастница Сент-Анж; пренебрегайте всем, что противоречит божественным законам наслаждения, которым она подчинялась всю свою жизнь». Затем он призывает «юных девушек» подражать Эжени; «разрушайте, отвергайте с презрением, как она, все смехотворные наставления слабоумных родителей». Наконец, он призывает читателей-мужчин «изучить циничного Дольмансе» и последовать его примеру эгоизма и заботы только о собственном удовольствии.
Дольмансе — самый активный участник диалога. Он объясняет Эжени, что мораль, сострадание, религия и скромность — это абсурдные понятия, которые мешают достижению единственной цели человеческого существования — удовольствия. Как и множество других произведений де Сада, Философия в будуаре содержит много сцен секса и обсуждения философии либертинажа. Несмотря на то, что в тексте присутствуют сцены пыток, в отличие от многих других произведений Сада, убийства не упоминаются.
Дольмансе и мадам де Сент-Анж начинают с того, что дают Эжени нестандартный вариант полового воспитания, сразу после объяснения биологических фактов заявляя, что физическое удовольствие является гораздо более важным основанием для секса, чем репродукция. Как они объясняют, «истинное удовольствие» будет для Эжени недоступно без боли. Затем они с энтузиазмом приступают к практическим занятиям, а в четвертом акте к ним присоединяется Шевалье и лишает Эжени девственности.
Эжени обучают различным сексуальным практикам, и она оказывается способной ученицей. Как обычно и бывает в работах де Сада, все персонажи бисексуальны, и содомия является предпочтительным занятием всех участников, особенно Дольмансе, который предпочитает сексуальных партнеров-мужчин, а с женщинами не желает ничего, кроме анального секса. Мадам де Сент-Анж и ее младший брат, Шевалье, также занимаются сексом друг с другом и хвастаются этим на регулярной основе. Их кровосмесительная связь — и все виды другого табуированного секса, такие как содомия, адюльтер и гомосексуализм — оправдываются Дольмансе серией различных аргументов, которые можно резюмировать как «если это приятно, делай это». Главный аргумент маркиза де Сада в тексте заключается в том, что если преступление, даже убийство, совершено во имя желания получить удовольствие, оно не может быть наказано по закону. Содомия была незаконной и каралась смертью во Франции вплоть до 1791 года (хотя последняя казнь состоялась в 1750 году) — за четыре года до написания диалога. Де Сад был осужден за содомию в 1772 году.
Развращение Эжени произошло по просьбе отца девушки, отправившего её к мадам де Сент-Анж ради того, чтобы лишить свою дочь морали, которой ее научила добродетельная мать.
Диалог разделен на семь частей, или «диалогов», и первоначально был проиллюстрирован де Садом. В пятом диалоге есть длинный раздел под названием «Французы, ещё одно усилие, если вы желаете стать республиканцами», в котором маркиз де Сад утверждает, что, покончив с монархией во время Французской революции, народ Франции должен сделать последний шаг к свободе, отменив также и религию. «Французы, я повторяю вам: Европа жаждет избавиться как от скипетра, так и от кадила. Поймите же, что вы не можете освободить ее от королевской тирании без того, чтобы одновременно разбить оковы религиозного суеверия: уж слишком одни узы переплетены с другими, так что, оставляя какие-либо, вы снова попадёте под их власть. Республиканец не должен припадать к коленям ни мнимого существа, ни гнусного самозванца. Отныне его единственными божествами должны быть отвага и свобода. Рим исчез, едва в нём стало проповедоваться христианство, и Франция будет обречена, если она будет исповедовать его».
В заключительном акте мать Эжени, мадам де Мистиваль, прибывает, чтобы спасти свою дочь от «монстров», развративших её. Однако отец Эжени заранее предупреждает свою дочь и её наставников и призывает их наказать его жену, личность которой ему противна. Мадам де Мистиваль с ужасом обнаруживает не только то, что благодаря её мужу их дочь развратили, но и сама Эжени уже утратила все моральные и нравственные принципы, которыми она обладала прежде, а также всякое уважение и послушание по отношению к матери. Эжени отказывается уходить, и вскоре после этого мадам де Мистиваль раздевают, избивают, высекают и насилуют, Эжени принимает в этом активное участие и даже заявляет о том, что желает убить свою мать. В конце концов Дольмансе зовет слугу, сифилитика, чтобы тот изнасиловал мать Эжени. Эжени зашивает её вагину, а Дольмансе — её анус, чтобы удержать заражённое семя внутри. Затем ее отправляют домой, по пути женщина плачет, осознавая, что её дочь погибла из-за продажного либертенского мировоззрения Дольмансе и его сообщников.

## Экранизации
Испанский режиссёр Хесус Франко снял два фильма по мотивам «Философии в будуаре»: «Эжени» (1970) и «Эжени (История перверсии)» (1980). В 2003 году в ряде европейских городов была поставлена пьеса «XXX», основанная на «Философии в будуаре». В пьесе присутствовала имитация сцен секса и взаимодействие со зрителями, что вызвало некоторые споры. В 2005 году итальянский кинорежиссёр Аурелио Гримальди выпустил эротический фильм «Философия будуара маркиза Де Сада» (в оригинале «Сентиментальное воспитание Эжени»).